# Blut-Harnstoff-Stickstoff
Blut-Harnstoff-Stickstoff (englisch blood urea nitrogen), meistens mit BUN abgekürzt, ist ein Maß für den Stickstoffanteil des Stoffwechselendproduktes Harnstoff im Blut. Er wird in mol/l (SI-Einheit) oder in mg/dl (veraltet) angegeben. Da jedes Harnstoffmolekül (molare Masse 60,06 g) zwei Stickstoffatome (molare Masse 28,01 g) enthält, kann aus der Harnstoffkonzentration in mg/dl die Konzentration des Stickstoffanteils (‚BUN‘) in mg/dl auf einfache Weise berechnet werden, indem die Harnstoffkonzentration mit 0,467 multipliziert wird. Da zwei Stickstoffatome ein Stickstoffmolekül ausmachen, also ein Mol Harnstoff praktisch ein Mol Stickstoff (als N2 betrachtet) enthält, ist die in mmol/l angegebene Harnstoffkonzentration mit der in mmol/l angegebenen Harnstoffstickstoffkonzentration identisch (Umrechnungsfaktor 1,0). 
Die Leber produziert Harnstoff im Harnstoffzyklus als Abfallprodukt der Proteinverdauung. Normales menschliches Blutserum sollte zwischen 7 und 25 mg Harnstoff-Stickstoff pro 100 ml enthalten. Einzelne Laboratorien können aufgrund von unterschiedlichen Test-Prozeduren allerdings andere Grenzwerte angeben.
Der BUN, genannt auch Reststickstoff, wurde 1902 von Hermann Strauß in die Diagnostik der Inneren Medizin eingeführt, gehört zu den Nierenretentionsparametern und wird vor allem als medizinischer Indikator in der Nephrologie benutzt. Die Bestimmung des BUN wird häufig im angloamerikanischen Sprachraum durchgeführt, während z. B. in Deutschland stattdessen die Harnstoffkonzentration bestimmt wird.

## Einheit
Die Umrechnung von mg/dL in mmol/L erfolgt durch Multiplikation mit 0,357.